# Конт (кантон)
Конт (фр. Contes) — кантон во Франции, находится в регионе Прованс — Альпы — Лазурный Берег, департамент Приморские Альпы. Входит в состав округа Ницца.
Код INSEE кантона — 0607. Всего в кантон Конт входит 7 коммун, из них главной коммуной является Конт.

## Коммуны кантона
| Коммуна          | Население, чел. (1999) | Почтовый индекс | Код INSEE |
| ---------------- | ---------------------- | --------------- | --------- |
| Бендежён         | 843                    | 06390           | 06014     |
| Бер-лез-Альп     | 1162                   | 06390           | 06015     |
| Драп             | 4332                   | 06340           | 06054     |
| Кантарон         | 1258                   | 06340           | 06031     |
| Коараз           | 654                    | 06390           | 06043     |
| Конт             | 6551                   | 06390           | 06048     |
| Шатонёф-Вильвьей | 684                    | 06390           | 06039     |

## Население
Население кантона в 2007 году составляло 16 407 человек.
| 1962  | 1968  | 1975  | 1982   | 1990   | 1999   | 2006   | 2007   | 2008 |
| ----- | ----- | ----- | ------ | ------ | ------ | ------ | ------ | ---- |
| 5 815 | 7 215 | 8 260 | 11 353 | 14 098 | 15 484 | 16 150 | 16 407 | —    |